# Dungeon ni Deai o Motomeru no wa Machigatteiru Darō ka: Arrow of the Orion
Dungeon ni Deai o Motomeru no wa Machigatteiru Darō ka: Arrow of the Orion (яп. 劇場版 ダンジョンに出会いを求めるのは間違っているだろうか －オリオンの矢－, англ. Is It Wrong to Try to Pick Up Girls in a Dungeon?: Arrow of the Orion) — японський анімаційний фентезійний фільм 2019 року студії J.C.Staff, заснований на серії ранобе Is It Wrong to Try to Pick Up Girls in a Dungeon? автора Фудзіно Оморі та ілюстратора Сузухіто Ясуди. Фільм вийшов у прокат 15 лютого 2019 року в Японії, а пізніше отримав обмежений кінопоказ в інших країнах.
Сюжет фільму розгортається після 1-го сезону «Is it Wrong to Pick Up Girls in a Dungeon» та після 1 сезону «Sword Oratoria».

## Сюжет
Далеко, на іншому кінці континенту, показані руїни Ельзаса, і всюди символи жінки з луком. Група шукачів пригод зустрілася з величезним і сильним монстром, який вбиває одного за іншим всіх авантюристів. Промінь світла виривається з руїн в небо. Далі розповідається вступ, чому боги спустилися у світ смертних і залишилися жити разом з ними. З високих стін таємнича синьоволоса дівчина спостерігає за нічним містом Ораріо.
Рано вранці Белл Кранел, привітавши Гестію, біжить у справах, вітається з жителями міста і ключовими персонажами історії. Його мета — знову спуститися в Підземелля із друзями. Група Гестії бореться з монстрами і намагається заробити якомога більше грошей, тому що сьогодні має відбутися божественний Місячний фестиваль. Це свято відзначається регулярно з того моменту, як боги спустилися в світ смертних.
На фестивалі Гермес пропонує всім авантюристам взяти участь у конкурсі та спробувати витягнути загадковий легендарний спис із льоду. Багатьом воїнам це зробити не вдається, в тому числі Айс Валенштайн, в якої 6-й рівень. Однак спис зумів витягнути Белл попри те, що у нього тільки 2-й рівень. Гермес оголошує, що спонсором подорожі на край світу є синьоволоса дівчина, в якій Гестія впізнає свою найближчу подругу на небесах Артеміду. Раптово Артеміда, дивуючи багатьох, біжить до Белла і ніжно обіймає його, називаючи Кранела «Оріоном».
Ревнива Гестія пізніше висловлює претензії Артеміді та розповідає, що її подруга — богиня непорочності і цнотливості, яка цінує чистоту намірів. Гермес повідав, що потрібно взяти участь в місії проти монстра на кордоні з Ораріо. Родина Гестії та Белл погоджуються. Гермес постачає авантюристам новий одяг, а транспорт — трьох ручних драконів — надав Ганеша. Але оскільки драконів троє, то летіти авантюристи будуть парами. Белл виявляється в парі з Артемідою, яка проявляє до нього романтичний інтерес, поки Гестія їх відчайдушно ревнує.
Через тиждень польоту з лісу монстри-скорпіони нападають на жінку з дівчинкою. Артеміда і Белл захищають їх, причому Кранел використовує спис, надзвичайно потужну зброю. Гестія зазначає, що Артеміда себе дивно поводить: вона проявляє почуття, стала набагато м'якішою за характером і чуйна при спілкуванні з людьми. Якщо раніше вона була грізною, особливо з чоловіками, то тепер надто жіночна, зокрема з Беллом. Група за багаттям розмовляє, чому в окрузі так багато «скорпіонів». Артеміда каже, що в усьому винен монстр Антарес. Вночі Гестія й Артеміда обговорюють Белла. Тим часом в Ораріо авантюристам забороняють залишати межі міста.
Група на драконах потрапляє під обстріл. На допомогу родині Гестії приходять Рю і сім'я Гермеса, що стежить за руїнами. Гестія викликає Артеміду на відверту розмову і розуміє, що вона не та, за кого себе видає. Гермес пропонує хлопцям підгледіти за оголеними дівчатами. Їх спроба провалюється. Белл заблукав в лісі та випадково вийшов до місця, де знаходиться Артеміда в озері без одягу — він вражений її красою. Гермес навмисно влаштував їх зустріч. Белл і Артеміда обговорюють багато тем: Гестію, мрії Кранела, стосунки між чоловіками та жінками, кохання. Артеміда запрошує Белла на танець; вони танцюють в озері — грає романтична музика.
Проти Антареса виступають одночасно родини Гестії та Гермеса. Загін із восьми осіб проривається всередину руїн. Монстри там стрімко еволюціонують. В Ораріо — паніка, на місто нападають чудовиська з Підземелля. Антарес досяг величезних розмірів: з'ясовується, що справжня Артеміда-1 майже повністю поглинена монстром, а Артеміда-2 є всього лише її невеликою часткою, що міститься в списі. Антарес використовує тіло справжньої богині як джерело божественної енергії.
Родина Артеміди давно мертва, монстр після поглинання тіла богині придбав божественні сили. Жителі Ораріо бачать, як на нічному небі з'явилися два Місяці, один з яких — арканум, найсильніша стріла, випущена богинею цнотливості. Зброя настільки потужна, що здатна знищити весь Нижній Світ. Артеміда-2 просить Белла за допомогою списа вбити Артеміду-1. Кранел намагається вбити тільки Антареса, проте сили нерівні. Використовуючи останні сили, Артеміда-2 захищає Белла ціною власного життя і зникає у нього на очах.
Хлопець спустошений морально, поки Асфі, Рю, Лілі і Вельф протистоять монстру. Поразка неминуча, Гестія вмовляє Белла використати спис, що він і робить. Антарес переможений, Кранел руйнує кристал і пронизує тіло Артеміди, відправляючи її на небеса. Під час останньої розмови Артеміда зізнається йому в коханні, обіцяє переродитися в цьому світі і знову зустрітися з Беллом. І у них буде роман тривалістю десять тисяч років.
Арканум руйнується, Ораріо врятований, природа навколо відновлюється. Белл ридає на землі від відчаю, стискаючи кинджал. Гестія заспокоює Кранела, кажучи, що він врятував Артеміду і став для неї героєм. Зі сльозами на очах Белл обіцяє своїй богині, що він стане ще сильніше.

## Ролі
| Персонаж       | Японська мова    | Англійська мова     |
| -------------- | ---------------- | ------------------- |
| Белл Кранел    | Йосіцугу Мацуока | Брайсон Боуґс       |
| Гестія         | Інорі Мінасе     | Люсі Крістіан       |
| Ейна Туле      | Харука Томацу    | Шелбі Блокер        |
| Артеміда       | Маая Сакамото    | Ейвері Смітхарт     |
| Лілірука Арде  | Маая Учіда       | Гіларі Хаг          |
| Рю Ліон        | Саорі Хаямі      | Женев'єва Сіммонс   |
| Айс Валенштайн | Саорі Онісі      | Шеллі Кален-Блек    |
| Сір Флавер     | Сізука Ісігамі   | Джульєтта Сіммонс   |
| Гермес         | Сома Сайто       | Бенджамін Маклафлін |
| Фрея           | Йоко Хікаса      | Патрісія Дюран      |
| Велф Гроццо    | Йосімаса Хосоя   | Девід Вудс          |
| Локі           | Юріка Кубо       | Крістіна Келлі      |
| Лефія Вірідіс  | Юрі Кімура       | Келлі Пітерс        |

## Виробництво
Фільм заснований на серії ранобе Is It Wrong to Try to Pick Up Girls in a Dungeon? автора Фудзіно Оморі. Про проект було оголошено паралельно з другим сезоном аніме-серіалу під час GA Bunko 2018 Happyō Stage на Wonder Festival 18 лютого 2018 року. Таким чином підтвердилися чутки про те, що франшиза отримає «новий проект», про що раніше повідомляв офіційний акаунт GA Bunko в Twitter. Режисером фільму став Кацусі Сакурабі, який раніше відповідав за сценарій епізоду оригінального серіалу, замінивши на посаді Йосікі Амакаву. Компанія Warner Bros. розповсюджувала фільм у Японії. Студія J.C.Staff повернулася, щоб анімувати фільм, решта акторів та персонал повторили свої ролі. Юка Ігучі виконала пісню «Onaji Sora no Shita de» (яп. おなじ空の下で) для фільму.

### Сценарій
Фудзіно Оморі, автор оригінального ранобе, написав сценарій замість штатних сценаристів аніме-серіалу. В інтерв'ю Comic Natalie автор повідомив, що події фільму відбуваються між 1-м і 2-м сезонами аніме і 5 і 6 томами оригінального ранобе. Це спін-офф, оскільки між аніме і романами існують значні відмінності. Наприклад, вороги занадто сильні, а Белл все одно занадто слабкий, щоб з ними впоратися.
Ōморі уточнив, що під час написання сценарію для телебачення він прагнув зробити історію «цікавою» замість того, щоб узгоджувати її з оригінальними текстами. В аніме-фільмі з'являється персонаж Артеміда. Хоча вона існувала завжди, як одна з трьох незайманих богинь, письменник ніколи не планував її появи в романах. Таким чином він написав сценарій з наміром виділити Артеміду. Спочатку режисер попросив його зосередити увагу на Беллі та Гестії, але той вирішив зосередитись більше на Артеміді. «Оскільки знімався оригінальний аніме-фільм, ми вирішили представити кількох оригінальних персонажів. А оскільки ми намагалися створити нових героїв, я хотів, щоб головна увага приділялася оригінальній новій героїні», — пояснив сценарист.

### Реліз
Фільм був спочатку випущений в Японії 15 лютого 2019 р. Sentai Filmworks отримала ліцензію на фільм у Північній Америці та показала його у США 23 липня 2019. Manga Entertainment випустила Blu-ray та DVD в Австралії 7 вересня 2020. Реліз відбувся також 22 лютого 2019 року — Тайвань, 2 травня — Гонконг, 17 травня — Мексика, 25 травня — Австралазія на Madman Anime Festival Brisbane та на Філіппінах.